# 이가라시 지히로
이가라시 지히로(일본어: 五十嵐 千尋, いがらし ちひろ, 1995년 5월 24일~)는 일본의 수영 선수로 주 종목은 자유형이다. 2014년 인천 아시안 게임 여자 자유형 200m 결승 경기에서 은메달을 획득했다.

## 학력
- 스스키노 중학교
- 니혼대학 부속 후지사와 고등학교
- 일본체육대학